# Ричард Ран
Ричард Ран (на английски: Richard W. Rahn) е известен в България американски икономист заради изготвената под негово ръководство национална стратегия за преход към пазарно стопанство.
Той е бил вицепрезидент и главен икономист на Американската търговска камара по време на администрацията на Роналд Рейгън и все още остава верен привърженик на икономика на предлагането, по-слаба намеса на държавата и класическия либерализъм (според американските критерии - либертарианизъм).
Днес е председател на Института за глобален икономически растеж, който се стреми да следи изпълнението на реформите по икономическото развитие на страните по света. Председател е на надзорния съвет на българския тинк-танк ИПИ.
Често пише за „Вашингтон таймс“.

## В България

### 1990
По молба на българското правителствто от 1990 г. в лицето на Андрей Луканов, комисия от Националната търговска камара на САЩ, начело с Ричард Ран, изготвя национална стратегия за преход към пазарна икономика. Някои критици смятат, че нейните изпълнители целенасочено разрушават България чрез реформиране и либерализиране на икономиката на страната.

### 2004
През март 2004 г. заедно с премиера Симеон Сакскобургготски и финансовия министър Милен Велчев обсъжда идеята в България да се създадат офшорни зони. В интервю за Милен Велчев намеква, че е преуспял заради опита му в САЩ.